# Easy as Pie: Live at the Left Bank
Easy as Pie:Live at the Left Bank è un CD live di Al Cohn e Zoot Sims, pubblicato dalla Label M Records nel 2000. Il disco fu registrato dal vivo il 27 ottobre 1968 al The Left Bank Jazz Society e al Famous Ballroom di Baltimora, Maryland (Stati Uniti).

## Tracce
1. Tickle Toe – 2:34 (Lester Young)
2. Mr. George – 6:17 (Al Cohn)
3. Medley – 8:12
4. John's Bunch – 5:45 (John Bunch)
5. Blue Hodge – 8:21 (Gary McFarland)
6. Expense Account – 7:59 (Benny Green, Bud Green, Osie Johnson)
7. Come Rain or Come Shine – 4:03 (Harold Arlen, Johnny Mercer)
8. Recado Bossa Nova – 2:38 (Luiz Antonio, Djalma Ferreira)

## Musicisti
- Al Cohn - sassofono tenore
- Zoot Sims - sassofono tenore
- Dave Frishberg - pianoforte
- Victor Sproles - contrabbasso
- Donald McDonald - batteria[3]